# St. Valentin (Ringleben)

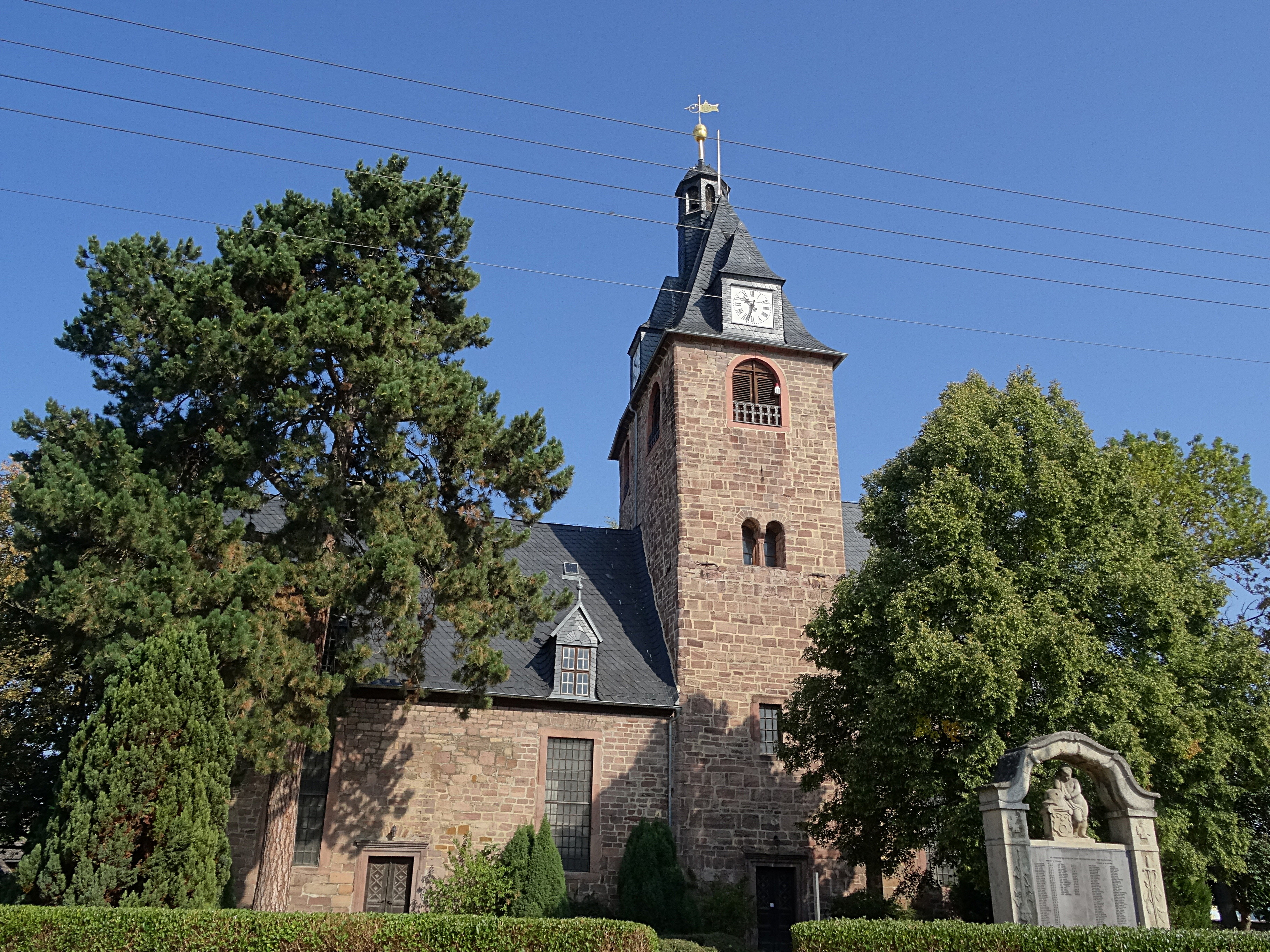
St. Valentin

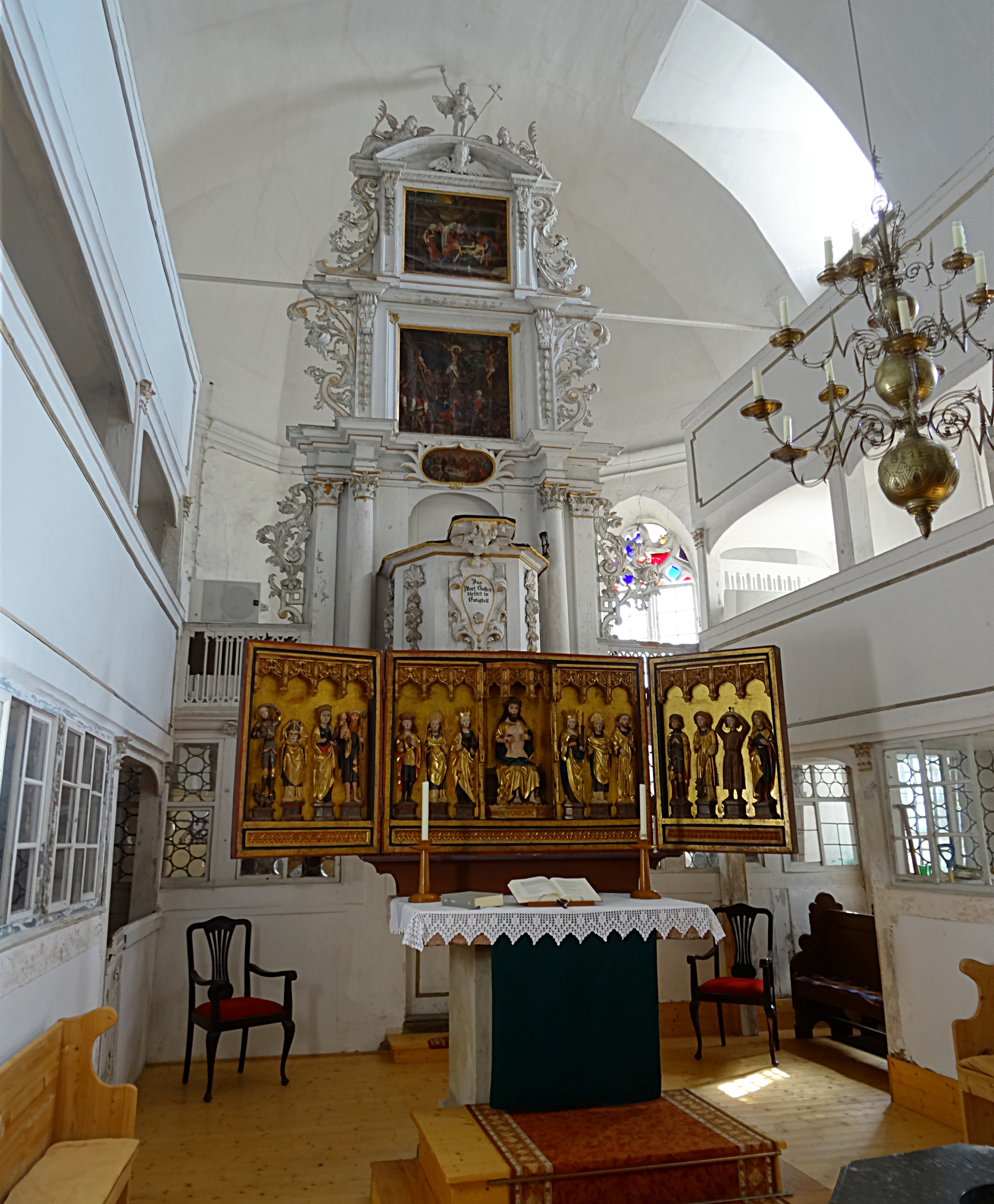
Kanzelaltar

Die evangelisch-lutherische, denkmalgeschützte Kirche St. Valentin steht in Ringleben, einem Stadtteil von Bad Frankenhausen/Kyffhäuser im Kyffhäuserkreis in Thüringen. Die Kirchengemeinde Ringleben gehört zum Pfarrbereich Oldisleben im Kirchenkreis Bad Frankenhausen-Sondershausen der Evangelischen Kirche in Mitteldeutschland.

## Beschreibung
Die Saalkirche besteht aus Bauteilen unterschiedlichen Alters. Der Chorturm wurde im späten 12. Jahrhundert errichtet. Er ist mit einem schiefergedeckten, hohen, quergelagerten Walmdach mit vier Turmuhren bedeckt, aus dem sich ein Dachreiter erhebt. An der Nord- und der Südseite des Chorturms befinden sich Biforien. Das darüber liegende Geschoss mit dem Glockenstuhl hat spitzbogige Schallarkaden, die erst im 19. Jahrhundert eingesetzt wurden. Im Glockenstuhl hängen drei Kirchenglocken.
Der gestreckte, dreiseitig geschlossene spätgotische Chor hat zwei große spitzbogige Maßwerkfenster. Das schlichte Kirchenschiff von 1720 hat rechteckige Fenster. Es hat aus der Erbauungszeit dreiseitige, zweigeschossige Emporen und ist mit einem hölzernen Tonnengewölbe überspannt. Vor dem Kanzelaltar von 1720 steht ein Flügelaltar. Im Schrein thront Jesus Christus unter einem Baldachin, flankiert von den 14 Nothelfern. Auf den Außenseiten der Flügel befinden sich Gemälde mit der Geißelung Christi und der Dornenkrönung Christi. Die Predella ist modern, das Gesprenge ging verloren.
Zur Kirchenausstattung gehört ein kniender, geschnitzter Taufengel aus der Zeit um 1720. Das achtseitige Taufbecken in Kelchform ist von 1751. Die Orgel mit 26 Registern, verteilt auf 2 Manuale und Pedal, wurde 1876 von Julius Strobel gebaut.